# Morvi

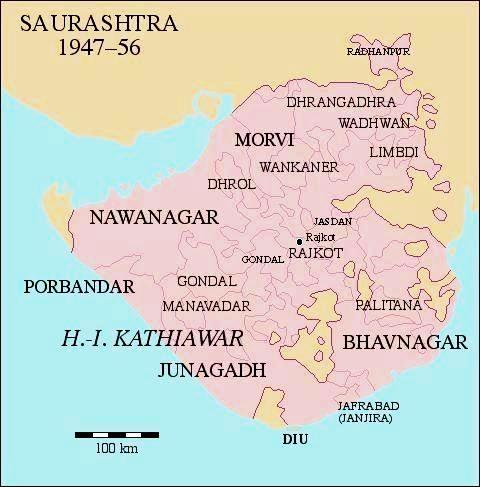
Morvi a un mapa de la zona de Kathiawar

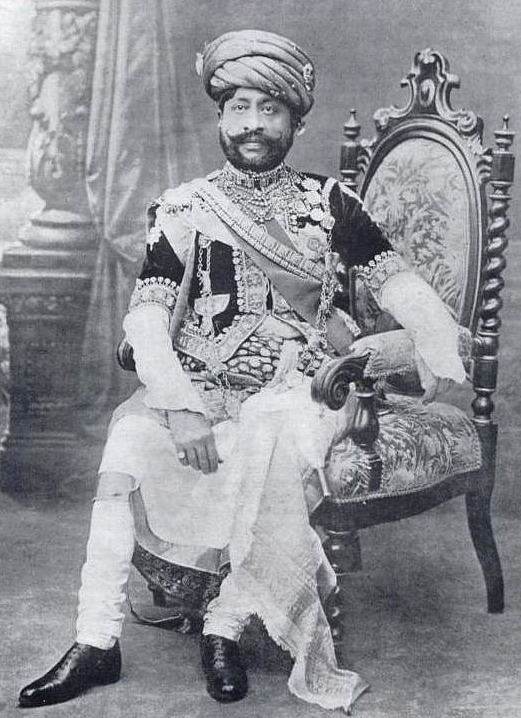
El Maharaja Thakur Sahib de Morvi Sir Waghji II Rawaji (1858 - 1922).

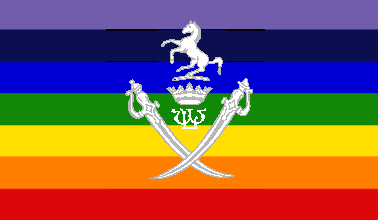
Bandera de Morvi

Morvi fou un estat tributari protegit a l'agència de Kathiawar, prant de Halar, presidència de Bombai, amb una superfície de 2.129 km². El territori era pla i creuat pel riu Machhu, a la riba del qual està la capital Morvi, i que no s'asseca en cap moment durant l'any. L'estat tenia quatre municipalitats i la població, repartida en 140 pobles, era:
- 1872: 90.016
- 1881: 89.964
- 1891: 105.335
- 1901: 87.496 (descens per la fam de 1899-1900)
- 1931: 113.023

La població era de majoria hindú (vers el 75%) amb un 15% de musulmans.
El thakur de Morvi es considera descendent directe de la línia de sobirans de Kutch, sense ser-ho a través de la família de Navanagar; un petit territori a Kutch, amb el port de Jangi, pertanyia a Morvi, i diverses disputes entre el thakur i el rao de Morvi per la qüestió d'aquest port es van produir al llarg dels anys; aquestes disputes van portar a obstruccions en el comerç. Segons la tradició el thakur de Morvi era el fill gran del rao de Kutch que al final del segle XVII (vers 1697) fou assassinat pel seu germà petit; la família del difunt va fugir a Morvi dins el territori de Kutch, i més tard la possessió del territori els fou reconeguda pel rao de Kutch. El sobirà va entrar en tractes amb els britànics el 1807, al mateix temps que altres sobirans del Kathiawar. Al final del segle XIX tenia un sanad autoritzant l'adopció i la successió era per primogenitura; el sobirà tenia dret a salutació d'onze canonades, i era cavaller comandant de l'Imperi de l'Índia des de 1887 i cavaller de l'orde Imperial Índia des de 1897. L'estat era considerat de primera classe (en 1881 era encara de segona classe) dins el Kathiawar amb poder absolut sobre els natius però limitat pels residents britànics. Els ingressos eren de 700.000 rúpies i pagava un tribut de 61.559 rúpies conjuntament al govern britànic, al Gaikwar de Baroda i al nawab de Junagarh. La casa reial de Malia (estat de quarta classe al Kathiawar) s'havia originat en la de Morvi. La dinastia era rajpit del clan Jadeja.
Els productes principals eren la canya de sucre i el cotó. L'aigua pel reg s'obtenia de 4257 fonts i deus i per dipòsits anomenats panelis. També es produïa sal. Exportava cotó, oli, gra, llanes, pells i corns
i importava fusta, cotó confeccionat, i carbó. L'estat administrava el port de Vavania (o Wawania) al golf de Kutch i mantenia una bona carretera entre Morvi i Rajkot i una via entre Morvi i el port de Navlakhi. Hi havia 150 km de vies fèrries.
Morvi disposava d'una policia de 176 homes a més de 15 muntats. Anteriorment disposava d'una força militar de 417 homes però fou llicenciada abans de 1900 i els seus membres reconvertits en part a policies.
La capital era Morvi (de vegades Morbi) avui municipalitat del districte de Rajkot.

## Llista de thakurs (des de 1926 maharajas)
- 1. Thakur Sahib KANYAJI RAVAJI 1697-1734 (fill de Jam Ravaji Rayadhanji de Kutch)
- 2. Thakur Sahib ALIAJI KANYAJI 1734-1739 (fill)
- 3. Thakur Sahib RAVAJI ALIAJI I 1739-1763 (fill)
- 4. Thakur Sahib PANCHANJI RAVAJI 1763-1772 (fill)
- 5. Thakur Sahib WAGHJI RAVAJI I 1772-1783 (germà)
- 6. Thakur Sahib JYAJI WAGHJI 1783-1828 (fill)
- 7. Thakur Sahib PRITHIRAJJI JYAJI 1828-1846 (fill)
- 8. Thakur Sahib RAVAJI II PRITHIRAJJI 1846-1870 (fill)
- 9. Thakur Sahib WAGHJI II RAVAJI 1870-1922 (fill)
- 10. Maharaja Shri Sir LAKHDHIRJI WAGHJI Bahadur 1922-1948 (fill)
- 11. Maharaja Shri MAHENDRASINHJI LAKHDIRJI Sahib Bahadur 1948-1949 (+1957)

## Bandera
A part de la bandera estatal Morvi estava autoritzat per l'ús del pavelló vermell britànic amb l'escut al vol.

## Segells
Morvi va emetre segells (court fee/revenue) entre 1889 i 1948.